# Sisto Gara della Rovere
Sisto Gara della Rovere (Savona, 1473 – Roma, 8 marzo 1517) è stato un cardinale e vescovo cattolico italiano.

## Biografia
Era figlio di Gabriele Gara e di Luchina della Rovere, sorella di papa Giulio II. Pronipote di papa Sisto IV, era anche fratellastro del cardinale Galeotto Franciotti della Rovere e parente dei cardinali Clemente Grosso della Rovere e Leonardo Grosso della Rovere, suoi contemporanei. 
Appena morì il suo fratellastro Galeotto, cardinale dal 1503, papa Giulio II volle che Sisto gli prendesse il suo posto nel concistoro, conferendogli buona parte dei benefici e dei privilegi. 
Partecipò al conclave che elesse Leone X. Morì a Roma nel 1517 dopo diversi anni di infermità.

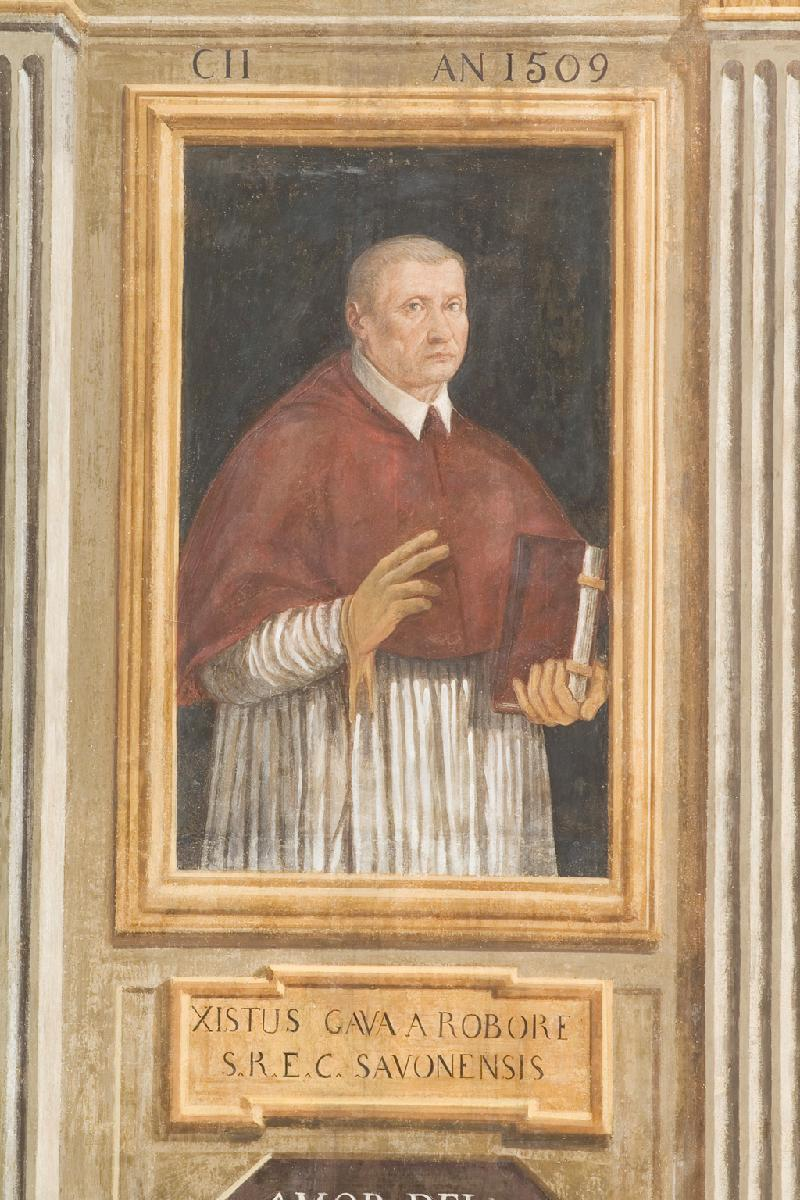
Ambito veneto, Ritratto del cardinale della Rovere, Palazzo vescovile, Padova

## Genealogia episcopale
La genealogia episcopale è:
- Cardinale Leonardo Grosso della Rovere
- Cardinale Sisto Gara della Rovere

## Ascendenza
|                         |                                |                   | Genitori          |  |  | Nonni |  |  | Bisnonni |  |  | Trisnonni |  |
|                         |                                |                   |                   |  |  |       |  |  | …        |  |  | …         |  |
|                         |                                |                   |                   |  |  |       |  |  | …        |  |  | …         |  |
|                         |                                | …                 |                   |  |  |       |  |  | …        |  |  |           |  |
| …                       |                                |                   |                   |  |  |       |  |  | …        |  |  |           |  |
|                         |                                | …                 | …                 |  |  |       |  |  |          |  |  |           |  |
|                         |                                | …                 | …                 |  |  |       |  |  |          |  |  |           |  |
|                         |                                | …                 | …                 |  |  |       |  |  |          |  |  |           |  |
| Gabriele Gara           |                                | …                 |                   |  |  |       |  |  |          |  |  |           |  |
|                         |                                | …                 | …                 |  |  |       |  |  |          |  |  |           |  |
|                         |                                | …                 | …                 |  |  |       |  |  |          |  |  |           |  |
|                         |                                | …                 | …                 |  |  |       |  |  |          |  |  |           |  |
| …                       |                                | …                 |                   |  |  |       |  |  |          |  |  |           |  |
|                         |                                | …                 | …                 |  |  |       |  |  |          |  |  |           |  |
|                         |                                | …                 | …                 |  |  |       |  |  |          |  |  |           |  |
|                         |                                | …                 | …                 |  |  |       |  |  |          |  |  |           |  |
| Sisto Gara della Rovere |                                | …                 |                   |  |  |       |  |  |          |  |  |           |  |
|                         | Leonardo Beltramo della Rovere | …                 |                   |  |  |       |  |  |          |  |  |           |  |
|                         | Leonardo Beltramo della Rovere | …                 |                   |  |  |       |  |  |          |  |  |           |  |
|                         | Leonardo Beltramo della Rovere | …                 |                   |  |  |       |  |  |          |  |  |           |  |
| Raffaello della Rovere  | Leonardo Beltramo della Rovere |                   |                   |  |  |       |  |  |          |  |  |           |  |
|                         |                                | Luchina Monleone  | Giovanni Monleone |  |  |       |  |  |          |  |  |           |  |
|                         |                                | Luchina Monleone  | Giovanni Monleone |  |  |       |  |  |          |  |  |           |  |
|                         |                                | Luchina Monleone  | Caterina Cipolla  |  |  |       |  |  |          |  |  |           |  |
| Luchina della Rovere    |                                | Luchina Monleone  |                   |  |  |       |  |  |          |  |  |           |  |
|                         |                                | Giovanni Manirolo | …                 |  |  |       |  |  |          |  |  |           |  |
|                         |                                | Giovanni Manirolo | …                 |  |  |       |  |  |          |  |  |           |  |
|                         |                                | Giovanni Manirolo | …                 |  |  |       |  |  |          |  |  |           |  |
| Teodora Manirolo        |                                | Giovanni Manirolo |                   |  |  |       |  |  |          |  |  |           |  |
|                         |                                | …                 | …                 |  |  |       |  |  |          |  |  |           |  |
|                         |                                | …                 | …                 |  |  |       |  |  |          |  |  |           |  |
|                         |                                | …                 | …                 |  |  |       |  |  |          |  |  |           |  |
|                         |                                | …                 |                   |  |  |       |  |  |          |  |  |           |  |